# کریمیدین
کریمیدین (به انگلیسی: Crimidine) با فرمول شیمیایی C7H10ClN3 یک ترکیب شیمیایی با شناسه پاب‌کم 8172 است. که جرم مولی آن ۱۷۱٫۶۲۷ گرم بر مول می‌باشد. 